# Stoidis pygmaea
Stoidis pygmaea là một loài nhện trong họ Salticidae.
Loài này thuộc chi Stoidis. Stoidis pygmaea được Elizabeth Maria Gifford Peckham & George William Peckham miêu tả năm 1893.